# Tilloy-lez-Cambrai
Tilloy-lez-Cambrai är en kommun i departementet Nord i regionen Hauts-de-France i norra Frankrike. Kommunen ligger i kantonen Cambrai-Ouest som tillhör arrondissementet Cambrai. År 2022 hade Tilloy-lez-Cambrai 695 invånare.

## Befolkningsutveckling
Antalet invånare i kommunen Tilloy-lez-Cambrai
| Referens: INSEE |